# كوميكو تاكيدا
كوميكو تاكيدا (باليابانية: 武田久美子؛ بالكانا: たけだ くみこ) هي عارضة وممثلة يابانية، ولدت في 12 أغسطس 1968 في ناغويا في اليابان.

## وصلات خارجية
- كوميكو تاكيدا على موقع IMDb (الإنجليزية)
- كوميكو تاكيدا على موقع ميوزك برينز (الإنجليزية)
- كوميكو تاكيدا على موقع أول موفي (الإنجليزية)
- كوميكو تاكيدا على موقع قاعدة بيانات الفيلم (الإنجليزية)
- كوميكو تاكيدا على موقع كينوبويسك (الروسية)